# Jón Sigurðsson (1946-2021)
Pour les articles homonymes, voir Sigurðsson.
 (août 2014).
Si vous disposez d'ouvrages ou d'articles de référence ou si vous connaissez des sites web de qualité traitant du thème abordé ici, merci de compléter l'article en donnant les références utiles à sa vérifiabilité et en les liant à la section « Notes et références ».
Jón Sigurðsson, né le 23 août 1946 à Kollafjörður et mort le 10 septembre 2021, est un homme politique islandais, membre du Parti du progrès.

## Biographie
Gouverneur de la Banque centrale d'Islande de 1993 à 1994, il occupe ensuite les fonctions de ministre du Commerce et de l'Industrie de juin 2006 à mai 2007. Président du Parti du progrès pendant la même période, il doit démissionner de toutes ses fonctions après son échec aux élections législatives de mai 2007.